# 14 - I diari della Grande Guerra
14 - I diari della Grande Guerra (14 Tagebücher des Ersten Weltkriegs) è una docufiction storica franco-tedesco-canadese diretta da Jan Peter e scritta da quest'ultimo e da Yury Winterberg. La serie, basata su un'idea di Gunnar Dedio, ripercorre le vicende di quattordici persone comuni che hanno avuto parte, sui fronti più disparati, alla prima guerra mondiale, ricreando le loro esperienze tramite diari ed altri scritti che hanno lasciato ai posteri.
La messa in onda italiana è iniziata il 27 giugno 2014 su Rai Storia.

## Personaggi ed interpreti

### Personaggi principali
- Sarah Broom Macnaughtan, interpretata da Celia Bannerman. Nata nel 1864 a Patrick (Scozia), presta servizio come infermiera nel Belgio.
- Charles Edward Montague, interpretato da David Acton. Nato nel 1867 a Londra, sebbene pacifista si arruola volontario nell'esercito britannico. Dopo un periodo iniziale in trincea viene adoperato per compiti minori per il comando militare.
- Käthe Kollwitz, interpretata da Christina Große. Nata nel 1867 a Königsberg, è un'artista tedesca il cui figlio parte volontario durante l'ondata di patriottismo dell'estate del 1914.
- Ethel Cooper, interpretata da Megan Gay. Nata nel 1871 a North Adelaide (Australia), è malvista in patria per i suoi collegamenti con la Germania.
- Louis Barthas, interpretato da Mikaël Fitoussi. Nato in Linguadoca nel 1879, viene chiamato alle armi nelle file dell'esercito francese nell'estate del '14.
- Karl Kasser, interpretato da David Oberkogler. Nato nel 1889 a Kilb.
- Gabrielle West, interpretata da Naomi Sheldon
- Paul Pireaud, interpretato da Lazare Herson-Macarel
- Marie Pireaud,interpretata da Emilie Aubertot
- Vincenzo D'Aquila, interpretato da Jacopo Menicagli
- Ernst Jünger, interpretato da Jonas Friedrich Leonhard
- Marina Jurlova, interpretata da Natalia Witmer
- Elfriede Kuhr, interpretata da Elisa Monse
- Yves Congar, interpretato da Antoine de Prekel